# تقويم بورمي

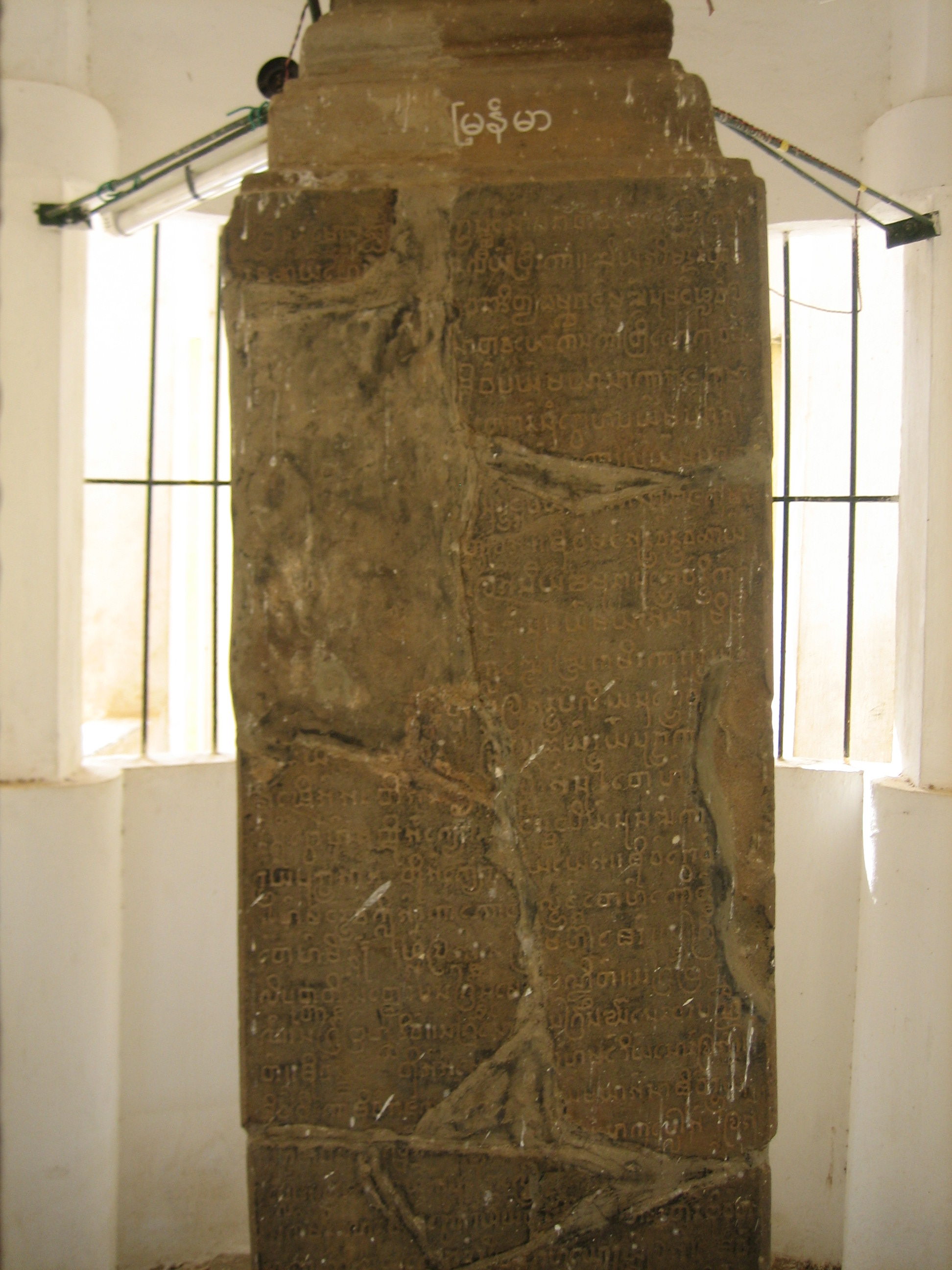

التقويم البورمي (بالبورمية: မြန်မာသက္ကရာဇ် واختصاراً BE «العصر البورمي» أو ME «عصر ميانمار») هو تقويم شمسي قمري يعتمد على الأشهر القمرية والسنوات الشمسية الفلكية. ويستند التقويم إلى حد كبير على نسخة قديمة من التقويم الهندوسي، على الرغم أنه يستخدم نوعاً من الدورة الميتونية، خلافاً للتقويمات الهندية.
وقد استُخدم التقويم بشكل دائم في بورما (ميانمار) منذ تأسيس أول دولة بورمية في عام 640 م. كما كان يستخدم كتقويم رسمي في ممالك الأخرى في جنوب شرق آسيا مثل أراكان وسيام وكمبوديا، وذلك حتى أواخر القرن التاسع عشر.
واليوم يُستخدم التقويم في ميانمار فقط كتقويم مدني تقليدي، جنباً إلى جنب مع التقويم البوذي. ولا يزال يُستخدم لتحديد عطلات مثل السنة البورمية الجديدة وبعض المهرجانات التقليدية.